# Donato (piłkarz)
Donato, właśc. Donato Gama da Silva (ur. 30 grudnia 1962 w Rio de Janeiro) – piłkarz hiszpański pochodzenia brazylijskiego, grający na pozycji środkowego obrońcy lub defensywnego pomocnika.

## Kariera klubowa

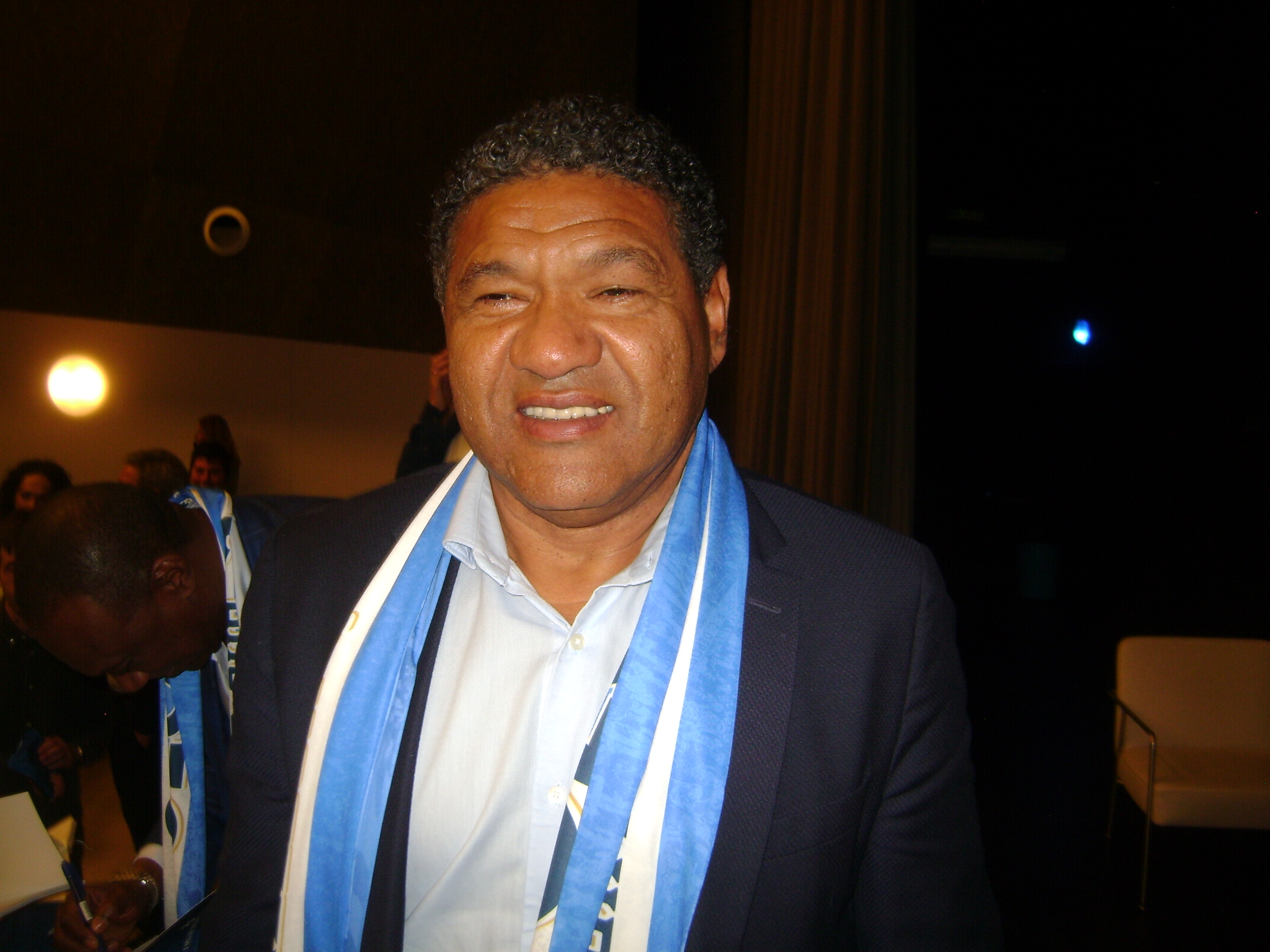
Donato.

Donato pochodzi z Rio de Janeiro, a karierę piłkarską rozpoczął w tamtejszym klubie CR Vasco da Gama. W 1980 roku zadebiutował w jego barwach w lidze brazylijskiej, a w 1982 roku osiągnął swój pierwszy sukces w karierze, którym było zdobycie mistrzostwa stanu Rio de Janeiro. Natomiast w 1984 roku wygrał ze swoim klubem Taça Rio. W 1987 także wywalczył mistrzostwo stanowe, a w 1988 roku powtórzył ten sukces i dołożył do tego kolejne wygranie Taça Rio.
Latem 1988 Donato przeszedł do hiszpańskiego Atlético Madryt. W Primera División zadebiutował 30 września w przegranym 0:1 wyjazdowym spotkaniu z CD Logroñés. W Atlético od samego początku grał w pierwszym składzie i w swoim pierwszym sezonie zajął 4. miejsce w lidze. Swoje pierwsze większe sukcesy Donato osiągnął w 1991 roku, kiedy to wywalczył wicemistrzostwo Hiszpanii, a także zdobył Puchar Króla (1:0 w finale z RCD Mallorca). Natomiast w 1992 roku zajął z Atlético 3. pozycję w La Liga. Obronił także krajowy puchar (wystąpił w wygranym 2:0 finale z Realem Madryt). W zespole "Los Colchoneros" występował do końca sezonu 1992/1993, a w barwach Atlético wystąpił 163 razy i strzelił 11 goli.
Latem 1993 Donato trafił do innego czołowego klubu w kraju, Deportivo La Coruña, gdzie stał się jedną z gwiazd obok rodaków Bebeto, Mauro Silvy, Serba Miroslava Đukicia i Hiszpana Frana. W barwach "Depor" swój pierwszy mecz rozegrał 5 września, a jego klub zremisował z Celtą Vigo 0:0. W sezonie 1993/1994 był bliski zdobycia mistrzostwa Hiszpanii, jednak zespół z La Coruñi zremisował w ostatniej kolejce z Valencią i stracił pewny triumf na rzecz Barcelony. Rok później Donato wraz z partnerami znów został wicemistrzem Hiszpanii, a także zdobył dwa trofea: Puchar Hiszpanii oraz Superpuchar Hiszpanii. Natomiast w 1997 roku zajął 3. miejsce w La Liga. Kolejny sukces Donato osiągnął w 2000 roku, gdy swoją postawą przyczynił się do wywalczenia tytułu mistrza Hiszpanii, pierwszego w historii Deportivo. Natomiast w dwóch kolejnych latach zostawał wicemistrzem Primera División, a w 2003 roku zajął 3. miejsce. 17 maja tamtego roku zdobył gola w spotkaniu z Valencią (1:2) i stał się najstarszym strzelcem gola w historii Primera División. Liczył sobie wówczas 40 lat. Po sezonie zakończył piłkarską karierę. W Deportivo wystąpił w 303 meczach i zdobył 38 bramek. Natomiast jest rekordzistą występów w lidze hiszpańskiej wśród piłkarzy urodzonych poza Hiszpanią - 466 meczów przez 15 sezonów.
| Sezon   | Klub                | Kraj      | Rozgrywki        | Mecze | Bramki |
| ------- | ------------------- | --------- | ---------------- | ----- | ------ |
| 1980    | CR Vasco da Gama    | Brazylia  | Série A          | ?     | ?      |
| 1981    | CR Vasco da Gama    | Brazylia  | Série A          | ?     | ?      |
| 1982    | CR Vasco da Gama    | Brazylia  | Série A          | ?     | ?      |
| 1983    | CR Vasco da Gama    | Brazylia  | Série A          | ?     | ?      |
| 1984    | CR Vasco da Gama    | Brazylia  | Série A          | ?     | ?      |
| 1985    | CR Vasco da Gama    | Brazylia  | Série A          | 20    | 0      |
| 1986    | CR Vasco da Gama    | Brazylia  | Série A          | 14    | 0      |
| 1987    | CR Vasco da Gama    | Brazylia  | Série A          | 15    | 0      |
| 1988    | CR Vasco da Gama    | Brazylia  | Série A          | ?     | ?      |
| 1988/89 | Atlético Madryt     | Hiszpania | Primera División | 37    | 4      |
| 1989/90 | Atlético Madryt     | Hiszpania | Primera División | 34    | 2      |
| 1990/91 | Atlético Madryt     | Hiszpania | Primera División | 25    | 0      |
| 1991/92 | Atlético Madryt     | Hiszpania | Primera División | 36    | 1      |
| 1992/93 | Atlético Madryt     | Hiszpania | Primera División | 31    | 4      |
| 1993/94 | Deportivo La Coruña | Hiszpania | Primera División | 36    | 10     |
| 1994/95 | Deportivo La Coruña | Hiszpania | Primera División | 37    | 8      |
| 1995/96 | Deportivo La Coruña | Hiszpania | Primera División | 39    | 5      |
| 1996/97 | Deportivo La Coruña | Hiszpania | Primera División | 39    | 3      |
| 1997/98 | Deportivo La Coruña | Hiszpania | Primera División | 30    | 1      |
| 1998/99 | Deportivo La Coruña | Hiszpania | Primera División | 31    | 1      |
| 1999/00 | Deportivo La Coruña | Hiszpania | Primera División | 29    | 3      |
| 2000/01 | Deportivo La Coruña | Hiszpania | Primera División | 29    | 3      |
| 2001/02 | Deportivo La Coruña | Hiszpania | Primera División | 17    | 2      |
| 2002/03 | Deportivo La Coruña | Hiszpania | Primera División | 16    | 2      |

## Kariera reprezentacyjna
W 1994 roku Donato otrzymał hiszpańskie obywatelstwo, a 16 listopada zadebiutował reprezentacji Hiszpanii w wygranym 3:0 domowym spotkaniu z Danią, rozegranym w ramach eliminacji do Mistrzostw Europy w Anglii. W 1996 roku został powołany przez Javiera Clemente do kadry na ten turniej. Tam wystąpił jedynie grupowym zremisowanym 1:1 spotkaniu z Bułgarią, które było jego ostatnim w karierze reprezentacyjnej. W kadrze narodowej wystąpił łącznie w 12 spotkaniach i zdobył 3 gole.